# La lunga notte di Tombstone
La lunga notte di Tombstone (Cronica de un Atraco) è un film del 1968 diretto da Jaime Jesus Balcazar.